# Pseudonicsara crassicercus
Pseudonicsara crassicercus är en insektsart som beskrevs av Heinrich Hugo Karny 1912. Pseudonicsara crassicercus ingår i släktet Pseudonicsara och familjen vårtbitare. Inga underarter finns listade i Catalogue of Life.